# Alexis Fernández
Sergio Alexis Fernández (Santa Fe, Argentina; 8 de julio de 1987) es un futbolista argentino. Juega como mediocampista central y su primer equipo fue Unión de Santa Fe. Actualmente se encuentra sin club.

## Trayectoria
Su debut como profesional se produjo el 30 de agosto de 2008, en la victoria de Unión 3-0 ante Olimpo de Bahía Blanca. Ese día ingresó a los 28 del ST en reemplazo de Paulo Rosales.
Jugó también en Libertad de Sunchales, Chaco For Ever, Belgrano de Paraná (dos etapas), Atlético Pilar y Deportivo Madryn.

## Clubes
| Club                  | País      | Año       |
| --------------------- | --------- | --------- |
| Unión de Santa Fe     | Argentina | 2008-2013 |
| Libertad de Sunchales | Argentina | 2013-2014 |
| Chaco For Ever        | Argentina | 2014      |
| Belgrano de Paraná    | Argentina | 2015-2017 |
| Atlético Pilar        | Argentina | 2018      |
| Belgrano de Paraná    | Argentina | 2018      |
| Deportivo Madryn      | Argentina | 2018-2019 |

### Estadísticas
- Actualizado al 30 de junio de 2019

| Club                       | Div.                | Temporada           | Liga | Liga | Copa Nacional | Copa Nacional | Copa Internacional | Copa Internacional | Total | Total |
| Club                       | Div.                | Temporada           | PJ   | G    | PJ            | G             | PJ                 | G                  | PJ    | G     |
| -------------------------- | ------------------- | ------------------- | ---- | ---- | ------------- | ------------- | ------------------ | ------------------ | ----- | ----- |
| Unión Argentina            |                     |                     |      |      |               |               |                    |                    |       |       |
| 2.ª                        | 2007/08             | 0                   | 0    | -    | -             | -             | -                  | 0                  | 0     |       |
| 2.ª                        | 2008/09             | 14                  | 0    | -    | -             | -             | -                  | 14                 | 0     |       |
| 2.ª                        | 2009/10             | 25                  | 0    | -    | -             | -             | -                  | 25                 | 0     |       |
| 2.ª                        | 2010/11             | 4                   | 0    | -    | -             | -             | -                  | 4                  | 0     |       |
| 1.ª                        | 2011/12             | 17                  | 0    | 0    | 0             | -             | -                  | 17                 | 0     |       |
| 1.ª                        | 2012/13             | 3                   | 0    | 0    | 0             | -             | -                  | 3                  | 0     |       |
| Total                      | Total               | 63                  | 0    | 0    | 0             | -             | -                  | 63                 | 0     |       |
| Libertad (S) Argentina     |                     |                     |      |      |               |               |                    |                    |       |       |
| 3.ª                        | 2013/14             | 23                  | 3    | 1    | 0             | -             | -                  | 24                 | 3     |       |
| Total                      | Total               | 23                  | 3    | 1    | 0             | -             | -                  | 24                 | 3     |       |
| Chaco For Ever Argentina   |                     |                     |      |      |               |               |                    |                    |       |       |
| 3.ª                        | 2014                | 11                  | 0    | 0    | 0             | -             | -                  | 11                 | 0     |       |
| Total                      | Total               | 11                  | 0    | 0    | 0             | -             | -                  | 11                 | 0     |       |
| Belgrano (P) Argentina     |                     |                     |      |      |               |               |                    |                    |       |       |
| 4.ª                        | 2015                | ?                   | ?    | -    | -             | -             | -                  | ?                  | ?     |       |
| 4.ª                        | 2016                | ?                   | ?    | -    | -             | -             | -                  | ?                  | ?     |       |
| 4.ª                        | 2016                | ?                   | ?    | -    | -             | -             | -                  | ?                  | ?     |       |
| 4.ª                        | 2017                | ?                   | ?    | -    | -             | -             | -                  | ?                  | ?     |       |
| Total                      | Total               | 63                  | 7    | -    | -             | -             | -                  | 63                 | 7     |       |
| Deportivo Madryn Argentina |                     |                     |      |      |               |               |                    |                    |       |       |
| 3.ª                        | 2018/19             | 18                  | 0    | 0    | 0             | -             | -                  | 18                 | 0     |       |
| Total                      | Total               | 18                  | 0    | 0    | 0             | -             | -                  | 18                 | 0     |       |
| Total en su carrera        | Total en su carrera | Total en su carrera | 178  | 10   | 1             | 0             | -                  | -                  | 179   | 10    |

## Palmarés
| Título                     | Club              | País      | Año  |
| -------------------------- | ----------------- | --------- | ---- |
| Ascenso a Primera División | Unión de Santa Fe | Argentina | 2011 |